# 川名北城
川名北城（かわなきたじょう）は、愛知県名古屋市にあった日本の城（平城）。

## 歴史
佐久間半左衛門が築城した。承久3年（1221年）承久の乱で敗れた後、佐久間氏はこの地に移り住んだ。天正12年（1584年）小牧・長久手の戦いの際に建物は焼失した。

## 現在の状況
現在、城跡は宅地になり遺構は地表上には何も残っていないが、県遺跡番号009035として埋蔵文化財包蔵地になっている。

## 規模
東西約65メートル、南北約73メートル。

## 所在地
愛知県名古屋市昭和区川名本町6丁目